# Fender Jaguar
A Fender Jaguar a Fender hangszercég egyik elektromos gitár modellje, melyet 1962-től 1975-ig forgalmazott. A főleg surf stílust játszó bandák körében népszerű hangszert egy ideig a Fender Japan gyártotta, majd 1999-től ismét bekerült a Fender American sorozatába. Az 1990-es évektől éli reneszánszát, az indie rock zenészek körében.
A Jaguar a Fender Jazzmaster alapjaira épül – annak testformáját, és lebegő tremolórendszerét használja. A legfőbb különbség az elektronika, valamint a rövidebb skálahosszúságú (630 mm), de ennek ellenére 22 érintős nyak. Az első Jaguar modellek egytekercses (singe coil) hangszedőkkel készültek, melyek már jobb elektromágneses szigeteléssel rendelkeztek, ezáltal tisztább hangot produkáltak, és kevésbé voltak érzékenyek a különböző interferenciákra.

## Története
Az 50-es években Forrest White, a Fendernél, olyan gitárokkal kísérletezett, amikbe két áramkört is épített, így egyetlen mozdulattal két teljesen különböző hangzás érhető el. Az ötleteit megosztotta barátjával és munkatársával, Leo Fenderrel is, akit viszont - mivel nem volt gitáros - nem hozott lázba a dolog. Szerencsére Forrest előadta az ötletét egy zenésznek is, Alvino Reynek, akinek viszont tetszett, így sikerült Leot meggyőzni.
Ekkor született meg az első "kétcsatornás" gitár, a Jazzmaster. Mindkét "csatorna" (ritmus/Rhytm és szóló/Lead) külön hangerő- és hangszínszabályzóval rendelkezik, valamint újdonság a különálló húrláb és híd, és az új testforma, aminek köszönhetően ülve is kényelmesen lehet játszani.
A gitárt a cég zászlóshajójának szánták, de sajnos nem nyerte el a gitárosok tetszését. Legnagyobb hibája a hatalmas egytekercses hangszedő volt, ami túlságosan érzékeny volt a zavarokra.
Szerencsére az ötletet a Fendernél nem vetették el, hanem a továbbfejlesztésen dolgoztak, és 1962-ben elkészült a Jazzmaster továbbgondolása, a Jaguar. Az új gitár rövidebb skálahosszú, 22 bundos nyakat kapott. A potik és kapcsolók körül a kopólap fémből készült, a hangszedőválasztót 3 tolókapcsoló váltotta fel, a kapcsolás összetettebb lett, és - ami a legfontosabb - a hangszedők keskenyebbek és árnyékoltak, így kevésbé zajosak. Továbbá - a szörfzenészek legnagyobb örömére - a hidat egy egyszerűen kezelhető, tompítóval szerelték fel.
Ennek ellenére a Jaguar - akárcsak az elődje - megbukott, és 1975-ben beszüntették a gyártását.
Ezután a Jaguarok hosszú időre feledésbe merültek, nevetségesen alacsony árakon cseréltek gazdát, ha egyáltalán cseréltek, mert szinte senkinek sem kellettek.
Ez a számkivetettség a 80-as évek végéig tartott, amikor is az underground bandák - valószínűleg a népszerűtlensége és alacsony ára miatt - újra felfedezték. A Jaguarok és Jazzmasterek olyan zenekarok védjegyévé váltak, mint például a Sonic Youth, a Dinosaur Jr. és természetesen a Nirvana. Mikor a Nirvana 1991-ben berobbant a mainstreambe, a fiatal gitárosoknak szemet szúrtak a Kurt Cobain nyakában lógó, vörös és barna szerkezetek. Természetesen el is kezdték gyűjteni a vintage Jaguarokat, ami a gitár újjászületését jelentette. Természetesen ezzel együtt az ára is robbanásszerűen nőtt.
Hogy az igényeknek eleget tegyen, a Fender újra megkezdte az olcsó, japán újrakiadások gyártását, de ezek minősége meg sem közelítette a régiekét. Olcsó fából készültek, olcsó hangolókulcsokkal, amik könnyen elhangolódtak, és a lakkozás is könnyen kopott. De a Jaguar ekkor már annyira népszerű volt, hogy a gyenge újrakiadások is jól fogytak, egészen a 90-es évek végéig, amikor beszüntették a japán Jaguarok és Jazzmasterek gyártását. De nem teljesen. 1999-ben a Fender megkezdte a régi Jaguarok pontos másainak gyártását, az American Vintage sorozat részeként.

## Modellváltozatok
- Fender Jaguar Special HH

A teste megegyezik a standard Jaguaréval, de a két egytekercses helyett két duplatekercses, alacsony jelszintű Dragster hangszedővel, fix adjust-o-matic (a Gibson Tune-o-matichoz hasonló) híddal, 24 colos menzúrával és króm potmétergombokkal rendelkezik.
- Fender Jaguar Baritone Special HH

Hasonló a Fender Jaguar Special HH-hoz, a különbség a kevesebb kapcsolási lehetőség, a hosszabb, 27"-os menzúra. Mivel bariton gitár, ezért általában egy kvarttal a standard hangolás alá hangolják (B E A D F# b).
- Fender Classic Player Jaguar Special HH

A Jaguar ehhez hasonló módosítását Kurt Cobain tette népszerűvé. Különbségek a standard Jaguarhoz képest: két Fender Enforcer humbucker hangszedő (mind a kettő single coil módba kapcsolható), Gibson stílusú "adjust-o-matic" híd, és a tremoló közelebb került a hídhoz.
- Fender Jaguar Baritone Custom

A Jaguar és a Fender Bass VI ötvözete. A húrláb fix, a menzúra 28.5"-os, és a keményebb húroknak köszönhetően egy oktávval a standard gitárhangolás alá hangolható.
- Fender Jaguar Bass

Gyakorlatilag egy Fender Jazz Bass, Jaguar testtel és kapcsolással, valamint beépített előerősítővel és magas/mély hangszínszabályzóval.